# Pseudoligosita lutulenta
Pseudoligosita lutulenta är en stekelart som först beskrevs av Maksymilian Nowicki 1940.  Pseudoligosita lutulenta ingår i släktet Pseudoligosita och familjen hårstrimsteklar. Inga underarter finns listade i Catalogue of Life.